# Non sparate sui bambini
Non sparate sui bambini è un film italiano del 1978 diretto da Gianni Crea.

## Trama
Una famiglia vive in gravi difficoltà economiche. Il padre è malato, il figlio minore si droga e il maggiore, Dino, perde il lavoro. Per vivere, Dino finisce per fare il rapinatore. Durante una fuga si rifugia coi complici in una scuola e rischia la vita per salvare i bambini e la maestra, mettendosi contro i suoi compagni, cercando inaspettatamente un riscatto sociale ed una redenzione.